# 青空 (aikoの曲)
「青空」（あおぞら）は、aikoの楽曲。2020年2月26日に39枚目のシングルとしてポニーキャニオンから発売された。

## 解説
- CDシングルとしては前作「ストロー」から約1年9か月ぶりのリリース[注釈 1][1][2]。
- 初回限定仕様盤はカラートレイ、8ページブックレット仕様。
- 表題曲の「青空」は、2020年1月1日未明にTBS系列で1回のみ放送された「new year CM 2020」で初披露された。
- 表題曲の「青空」は、2020年3月度メルカリCM「誕生たのメル便」篇のCMソングとしてタイアップされた。

## 収録曲
| 全作詞・作曲: AIKO。 |                         |           |            |                |      |
| #                    | タイトル                | 作詞      | 作曲・編曲 | 編曲           | 時間 |
| 1.                   | 「青空」                | AIKO      | AIKO       | Tomi Yo        | 4:14 |
| 2.                   | 「愛した日」            | AIKO      | AIKO       | OSTER project  | 4:44 |
| 3.                   | 「こいびとどうしに」    | AIKO      | AIKO       | Kano Kawashima | 3:31 |
| 4.                   | 「青空 (instrumental)」 | AIKO      | AIKO       | Tomi Yo        | 4:04 |
| 合計時間:            | 合計時間:               | 合計時間: | 16:33      |                |      |